# 표면해부학

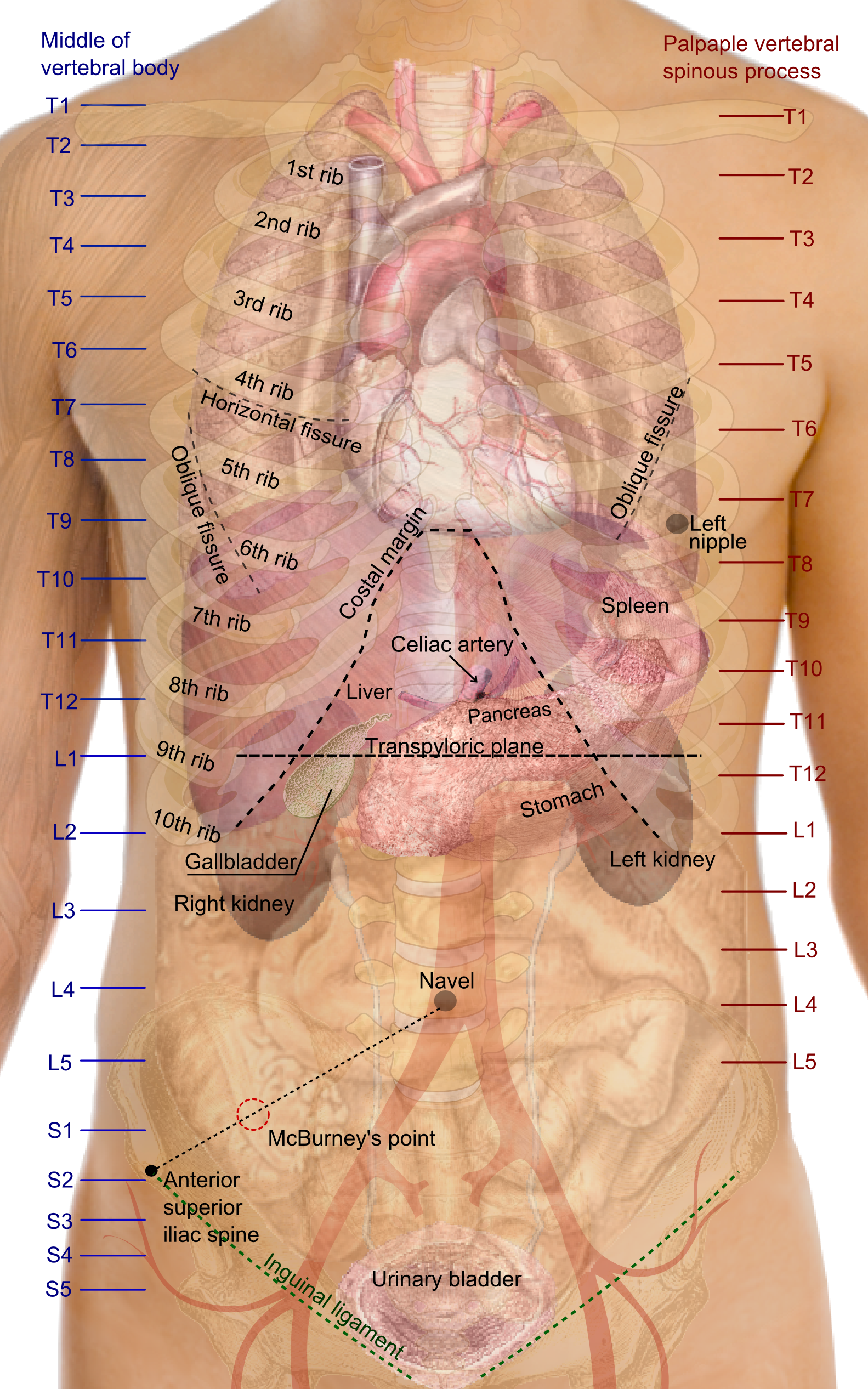
몸통의 여러 주요 기관들의 표면에서의 구조. 척추와 가슴우리를 주된 기준으로 이용하였다.

표면해부학(表面解剖學, surface anatomy,  superficial anatomy, visual anatomy)은 동물 몸 바깥쪽의 특징에 대해 연구하는 해부학의 분야이다. 표면해부학이 다루는 대상은 해부를 하지 않고 육안으로 관찰 가능한 해부학적 특징들이다. 내시경해부학, 영상해부학과 함께 육안해부학의 한 하위 분야에 속한다. 기술과학(descriptive science)에 속한다. 특히 사람의 표면해부학에서는 인체의 형태, 비례, 표면의 해부학적 랜드마크에 대해 다루는데, 표면의 랜드마크는 바깥에서 봤을 때는 보이지 않는 더 깊은 구조물들과 대응하는 인체 표면의 위치이다.
관상학, 골상학, 수상(손금 보기)과 같은 여러 유사과학이 표면해부학에 의존한다.

## 같이 보기
- 해부학
- 촉진 (의학)

## 추가 자료
- Frederick, Roland Becker; Wilson, James Walter; Gehweiler, John A. (1971). 《The anatomical basis of medical practice》 illurat판. Williams and Wilkins.
- Lumley, John S. P. (2008). 《Surface Anatomy: The Anatomical Basis of Clinical Examination》 4판. Elsevier Health Sciences. ISBN 978-0-7020-4776-3. 2014년 2월 28일에 확인함.[깨진 링크(과거 내용 찾기)]
- Rohen, Johannes Wilhelm; Yokochi, Chihiro; Lütjen-Drecoll, Elke (2011). 《Color Atlas of Anatomy – A Photographic Study of the Human Body》 7판. Wolters Kluwer Health/Lippincott Williams & Wilkins. 204–5, 476–7쪽. ISBN 978-1-58255-856-1.
- Sheppard, Joseph (1991). 《Drawing the Living Figure》. Dover Publications, Incorporated. ISBN 0-486-26723-7.